# Fré Dommisse
Fréderique Caroline Wilhelmina (Fré) Dommisse (Ophemert, 12 mei 1900 – Doorn, 13 juni 1971) was een Nederlandse schrijfster. Dommisse dreef ook een kunsthandel in Doorn.
Fré Dommisse debuteerde in 1929 met het autobiografische boek Krankzinnigen, waarin ze op schokkende wijze haar jarenlange opname in een krankzinnigengesticht en het onbegrip waarop ze stuitte beschreef. De roman werd goed ontvangen, vanwege de afstandelijke stijl en de rauwe eerlijkheid die Dommisse hanteerde. Het boek werd later veel gebruikt in verpleegopleidingen en is in 2022 opnieuw verschenen in de Salamanderreeks. In 1934 werd Dommisse opgenomen in een bijzonder boekenweekgeschenk, een serie van twaalf kaarten met schrijversportretten.